# Geodia gibberosa
Geodia gibberosa es una especie de esponja de la clase Demospongiae.

## Descripción
Se trata de una esponja masiva, de color marrón oscuro (N80;(A60-70, M40-50)). La superficie es áspera. Los ósculos se encuentran formando conjuntos semejantes a una placa cribosa. Las aperturas varían entre 0,5 y 0,4 mm de diámetro. Es de consistencia dura y muy poco compresible. Se encuentra generalmente cubierta por otras esponjas que colonizan y crecen sobre ella. En estado preservado tiñe de marrón claro el alcohol.

## Anatomía
El ectosoma está muy bien definido, constituido por una dermis rígida y porosa. El endosoma, de coloración marrón (N40;(A30-50, M40-50)), es denso, presentando microcavernas y canales de separación.

## Espículas
Presenta una gran variedad de espículas, megasclera diactinas del tipo oxeas (grandes y pequeñas) y monoactinas del tipo plagiotriaxón (espículas de triaxón terminal). Las microscleras son del tipo esteraster (maduras e inmaduras) y oxiaster.

## Distribución
- Atlántico tropical americano: Carolina del Norte a Brasil (Parque nacional Morrocoy).
- Bermuda, Bahamas.
- Antillas Mayores: Cuba a Jamaica.
- Antillas Menores: Tortuga a Curaçao.
- África oeste tropical.
- Pacífico tropical americano.